# Mistrovství Československa jednotlivců na klasické ploché dráze 1975
Mistrovství Československa jednotlivců na klasické ploché dráze 1975 bylo tvořeno 4 závody.

## Závody
Z1 = Praha - 4. 7. 1975
Z2 = Čakovice - 6. 7. 1975
Z3 = Pardubice - 1. 8. 1975
Z4 = Březolupy - 3. 8. 1975

## Celkové výsledky
| Pořadí | Jméno            | Klub                   | Body | Body celkem |
| ------ | ---------------- | ---------------------- | ---- | ----------- |
| 1.     | Jiří Štancl      | Rudá hvězda Praha      |      | 74          |
| 2.     | Petr Kučera      | Zlatá přilba Pardubice |      | 58          |
| 3.     | Václav Verner    | Rudá hvězda Praha      |      | 46          |
| 4.     | Jan Hádek        | Plzeň                  |      | 45,5        |
| 5.     | Evžen Erban      | Zlatá přilba Pardubice |      | 38          |
| 6.     | Josef Minařík    | Slaný                  |      | 36,5        |
| 7.     | Jan Klokočka     | Slaný                  |      | 36          |
| 8.     | Aleš Dryml       | Zlatá přilba Pardubice |      | 32          |
| 9.     | Václav Hejl      | Plzeň                  |      | 30,5        |
| 10.    | Petr Ondrašík    | Rudá hvězda Praha      |      | 27          |
| 11.    | Zdeněk Kudrna    | Rudá hvězda Praha      |      | 26,5        |
| 12.    | Karel Voborník   | Slaný                  |      | 24          |
| 13.    | Jindřich Dominik | Rudá hvězda Praha      |      | 14          |
| 14.    | Miroslav Rosůlek | Slaný                  |      | 11          |
| 15.    | Petr Šafařík     | Liberec                |      | 7,5         |
| 16     | Jan Holub        | Plzeň                  |      | 7           |
| 17.    | Jiří Jirout      | Rudá hvězda Praha      |      | 5           |
| 18.    | Jan Verner       | Rudá hvězda Praha      |      | 4           |
| 19.    | Václav Čiviš     | Slaný                  |      | 1,5         |

Body
1. místo – 20 bodů
2. místo – 17 bodů
3. místo – 15 bodů
4. místo – 13 bodů
5. místo – 11 bodů
6. místo – 10 bodů
7. místo – 9 bodů
8. místo – 8 bodů
9. místo – 7 bodů
10. místo – 6 bodů
11. místo - 5 bodů
12. místo - 4 body
13. místo - 3 body
14. místo - 2 body
15. místo - 1 bod